# Lîpne, Liubar
Lîpne (în ucraineană Липне) este localitatea de reședință a comunei Lîpne din raionul Liubar, regiunea Jîtomîr, Ucraina.

## Demografie
Componența lingvistică a localității Lîpne
     Ucraineană (99,32%)
     Alte limbi (0,68%)
Conform recensământului din 2001, majoritatea populației localității Lîpne era vorbitoare de ucraineană (99,32%), existând în minoritate și vorbitori de alte limbi.